# Телемба
Телемба́ (бур. Тэлэмбэ) — село в Еравнинском районе Бурятии. Административный центр сельского поселения «Кондинское».

## География
Расположено в 194 км по автодороге Улан-Удэ — Романовка — Чита к востоку от районного центра, села Сосново-Озёрское, на северо-западном берегу озера Телемба. Рядом с селом находится военный полигон Восточного военного округа.

## История
В 1653 году землепроходцем Петром Бекетовым было основано Телембинское зимовье. В 1658 году енисейский воевода Афанасий Пашков поставил острог на реке Конде между телембинскими озёрами. По свидетельству Николая Спафария в Телембинском остроге была часовня, 136 дворов и гарнизон казаков в 30 человек.
Первоначально острог был местом сбора ясака с туземного населения. В 1670 году была найдена железная руда и создано рудоплавильное и кузнечное производство. Укрепление находилось на важном торговом пути из Якутска в Нерчинск и Даурию. Однако после перемещения главной торговой дороги с Китаем в Западное Забайкалье (Кяхта), Телембинский острог, как и Нерчинск, теряет своё транспортное и промышленное значение.

## Население
| 2002  | 2010  | 2012  | 2013  | 2014  | 2015  | 2016  |
| ----- | ----- | ----- | ----- | ----- | ----- | ----- |
| 1271  | ↗1299 | ↗1345 | ↘1334 | ↘1323 | ↘1303 | ↘1291 |
| 2017  | 2018  | 2019  | 2020  | 2021  | 2023  | 2024  |
| ↘1256 | ↘1248 | ↘1223 | ↘1196 | ↘1128 | ↘1100 | ↘1075 |